# 포괄적 유언
포괄적 유언이란 유언을 통해 유언자가 설정한 신탁의 유언자의 재산을 유증시켜 대상 재산이 10만불 이하일 경우, 유언검인법원 절차를 생락하는 것이다. 포괄적 유언이 유효하기 위해서는 신탁이 유언 내에 명시되어야 하고, 유언장 외의 문서에 구체적 사항이 나열되어야 하며, 신탁이 유언집행과 동시 혹은 전에 집행되어야 한다.

## 참고 문헌
- 명순구, 현대미국신탁법, 세창출판사, 2005 ISBN 9788984111240
- 임채웅 역, 미국신탁법 : 유언과 신탁에 대한 새로운 이해, 박영사, 2011  ISBN 9788964546284